# Adrolampis rubricornis
Adrolampis rubricornis är en insektsart som först beskrevs av Marius Descamps 1978.  Adrolampis rubricornis ingår i släktet Adrolampis och familjen Romaleidae. Inga underarter finns listade i Catalogue of Life.